# Талент-шоу
Талент-шоу је догађај у ком учесници изводе уметност певања, плесања, усне синхронизације, глуме, борилачких вештина, свирање инструмента или друге активности у ком показују способност. Многи талент-шоуови су перформанси а не такмичења, али неки су и стварна такмичења. У случају такмичења, учесници могу бити мотивисани да наступају за неку награду, трофеј или неку врсту награде. На пример, у средњој школи можда нема много ученика који су заинтересовани да наступају испред студентског тела искључиво са циљем да наступају сами и могу понудити различите награде као подстицај овим ученицима да учествују у конкурсу.